# سينثيا ماكجريجور
سينثيا ماكجريجور (بالإنجليزية: Cynthia MacGregor)‏ هي لاعبة كرة مضرب أمريكية، ولدت في 26 مارس 1964 في توررانسي في الولايات المتحدة، وتوفيت في 13 فبراير 1996 في مونتيري بارك في الولايات المتحدة بسبب فقدان الشهية العصابي.

## وصلات خارجية
- سينثيا ماكجريجور على موقع رابطة محترفات التنس (الإنجليزية)
- سينثيا ماكجريجور على موقع الاتحاد الدولي لكرة المضرب (الإنجليزية)
- سينثيا ماكجريجور على موقع خلاصة التنس.كوم (الإنجليزية)